# Pierre de Besse

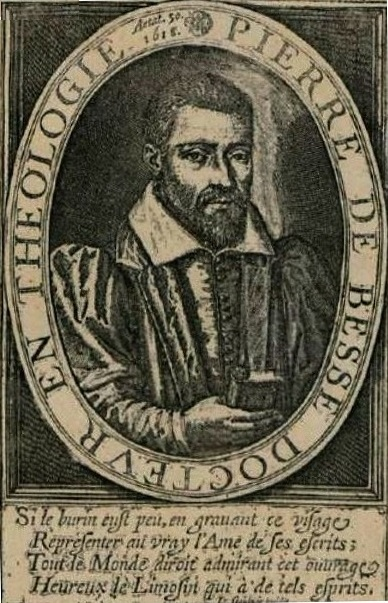
Pierre de Besse

Pierre de Besse (* 1567 in Meymond (zu Laroche-près-Feyt, Limousin); † 11. November 1639 in Paris) war ein französischer römisch-katholischer Theologe und Prediger des frühen 17. Jahrhunderts, der mit seinen Predigten bekannt wurde, die mehrfach veröffentlicht und übersetzt wurden.

## Leben und Werk
Pierre de Besse war promovierter Theologe der Sorbonne. 1603 wurde er Prediger des Prinzen von Condé. 1604 publizierte er die erste von fünf mehrfach aufgelegten und übersetzten Predigtsammlungen. 1605 wurde er Pfarrer von Colombes, 1611 Hofprediger König Ludwigs XIII. 1614 wurde er Direktor des Pariser Collège St-Michel. 1618 wurde er Kanoniker von Saint Germain-l’Auxerrois. Sein in Frankreich, Deutschland und Italien stark verbreitetes Predigtwerk gehört zum Grundbestand barocker Predigtliteratur.